# Tauscha-Anbau
Tauscha-Anbau ist ein Ortsteil der Gemeinde Thiendorf im Osten des Landkreises Meißen im Freistaat Sachsen.

## Geographie

### Lage
Tauscha-Anbau liegt sieben Kilometer westlich von Königsbrück an der Staatsstraße 100 von Radeburg nach Königsbrück am Rand der Laußnitzer Heide. Die Siedlung wird im Süden und Osten vom Laußnitzer Forst umschlossen. In der Umgebung befinden sich einige Kuppen: nördlich der Sandberg (177 m), nordwestlich der Langberg (180 m), westlich der Grundberg (169 m) und der Hutberg (180 m).

### Nachbarorte
| Lötzschen     | Tauscha                                     | Glauschnitz                       |
| Dobra         | Kompassrose, die auf Nachbargemeinden zeigt | Stenz, Königsbrück, Laußnitz      |
| Kleinnaundorf | Würschnitz                                  | Höckendorf, Großnaundorf, Lomnitz |

## Geschichte
1790 erwarb der Dresdner Kaufmann Johann George Brauer das Allodial- und Erb-Rittergut Tauscha von Carl Friedrich von Rochow. Brauer ließ 1795 auf herrschaftlichem Grund an der südlich an Tauscha vorbei führenden Hohen Landstraße ohne vorherige Anfrage und höchste Genehmigung eine neue Siedlung anlegen. Bereits seit 1801 strebte Brauer wegen Streitigkeiten mit seinem Pächter Gottlob Adolph Schwarze den Verkauf des Gutes. Er verstarb jedoch am 7. März 1802, so dass sein sämtliches Vermögen der Witwe Johanne Rahel Dorothea Brauer zufiel.
Auf dem Großen Lehmacker innerhalb des Wildzauns des königlichen Laußnitzer Forstes entstand eine Häuserzeile, südlich davon wurden in einer Waldung die ersten zwei Häuser einer zweiten Zeile errichtet. 1795 bestand der Walddorf genannte neue Anbau bereits aus zehn Häusern, die bis 1800 zinsfrei waren. In den Folgejahren wurde die zweite Zeile auf sieben Häuser erweitert und außerhalb des Wildzauns an der Nordseite der Hohen Landstraße eine weitere Zeile mit fünf Häusern angelegt. Dadurch wuchs Walddorf auf 15 Häuser an. Die Gründung der Siedlung war Anlass zu Streitigkeiten mit der Besitzerin des Rittergutes Sacka, Juliane Sophie von Winkler, die behauptete, wegen des dadurch erfolgten Entzugs von Weide und Hutung für die Tauschaer Schafherde würde diese auf den Wiesen und Feldern des Sackaer Rittergutes und des dortigen Parr- und Schullehns gehütet. 1806 klagte der neue Erb- und Lehnsherr auf Tauscha, Leutnant Johann Gustav Klette, gemeinsam mit der Vorbesitzerin, Witwe Brauer, erfolgreich gegen Frau von Winkler und konnte dabei durch Zeugen den Nachweis erbringen, dass das Bauland für Walddorf keine Hutung, sondern Wald gewesen war.
1808 bestand der Neue Anbau, genannt Walddorf, aus 17 Häusern. Einzige Erwerbsmöglichkeit der Häusler war die Lohnarbeit im Forst. Schon bald nach der Gründung der Siedlung gab es deshalb Differenzen zwischen den Neuanbauhäuslern und der Gutsherrschaft Tauscha wegen des Verbots der Viehhaltung. Zu Beginn der Befreiungskriege litten die Bewohner von Walddorf insbesondere vor und nach der Schlacht bei Bautzen durch die ständigen Truppendurchzüge auf der Hohen Landstraße, Einquartierungen und die auferlegten Kontributionsleistungen. Durch ihre Not waren sie nicht in der Lage, ihre Zahlungsverpflichtungen gegenüber dem Rittergut Tauscha zu erfüllen. 1815 ließ der  Rittergutsbesitzer und Gerichtsherr, Kammerkommissionsrat Wilhelm Ludwig Schade, die Bewohner von Walddorf zu Mariä Heimsuchung mit zwölf Mann, darunter sechs Gerichtsbediensteten, der Einnehmer und zwei Männer aus Tauscha, zwei Ercutoren und einem Grenadier zur Auspfändung seiner Forderungen zusammentreiben. Am 16. Juli 1815 klagten die Walddorfer in einem 18-seitigen Brief an König Friedrich August I. über ihre Not und die Behandlung durch den Grundherrn. Im November 1815 wurde Schade vom König zur Rückgabe der gepfändeten Gerade, Bett- und Werkzeuge angewiesen.
Schade verkaufte das Allodial- und Erb-Rittergut Tauscha 1816 an die Freiberger Kaufmannsfrau Christiane Dorothea Böhme, die es 1818 wegen noch offener Kaufgelder in Höhe von 10.000 Thalern an den früheren Pächter des 1812 zum Zuchthaus umgewandelten königlichen Kammergutes Lichtenburg, Friedrich Traugott Wöhler, veräußern musste. 1824 ließ der Besitzer des Tauschaer Brau- und Einhufengutes, August Wustmann, im Anbau eine Schankwirtschaft errichten und verpachtete diese. Zwischen den Schenken in Tauscha und Walddorf entstand danach ein neuer Pfad als kürzeste Verbindung, der später den Namen „Schenken-Gäßchen“ erhielt.
Sowohl Böhme als auch Wöhler mussten die Erfahrung machen, dass die Neuanbauhäusler in Folge der Nachwirkungen der Koalitionskriege ihre Erbzinsen und Lehngelder nicht zahlen konnten. Anlässlich des Verkaufs des Rittergutes an den Königsbrücker Postmeister Ernst Friedrich Carl August von Bosse wurde am 21. Mai 1827 eine detaillierte Beschreibung und Einteilung des vor dem Hofetor und der Gartenmauer des Rittergutes gelegenen Platzes Neuer Anbau, genannt Walddorf erstellt, aus der hervorgeht, dass die Siedlung zu dieser Zeit aus 15 Hausgrundstücken bestand. Nach dem Verkauf drohte Wöhler im Juni 1827 aus Liebenwerda die Subhastation einiger Grundstücke im Neuen Anbau wegen bis ins Jahr 1824 zurückreichender Zahlungsrückstände an. Drei der Häusler verloren durch die Vollstreckung ihren Besitz.
1828 beschwerten sich die Neuanbauhäusler beim Amtshauptmann in Hayn über die ihnen angeblich von der Gemeinde Tauscha in den Kriegsjahren 1812/13 erpressten Lasten sowie die Ernteverluste durch einen Hagelschlag von 1827. 1829 verweigerten einige der Häusler die Unterschrift unter dem Vertrag über die Regulierung der Erbzinsen und Hofedienste. Der Ablösungskommissar Johann Gottlob Feist stellte dabei fest, dass die Anbauer  wegen der rückständigen und nicht zu erschwingenden Erbzinsen ganz verschuldet waren. Der Rittergutsbesitzer von Bosse unterstellte 1830 den Häuslern bei der Anhäufung der hohen Schulden Böswilligkeit und Ausnutzung der zu großen Güte des vorigen Gutsbesitzers. Er erließ den Schuldnern die Hälfte der Schulden und kündigte die Bestimmung der anderen Hälfte für einen „Fond zu einem Armenlaße für den Anbau“ an. In dem Schreiben an die Gerichte zu Tauscha bezweifelte von Bosse, dass er jemals mit den unruhigen Menschen und Querulanten aus dem Anbau zum Zwecke und zur Ruhe kommen werde.
1830 wandten sich die Besitzer von zehn Neuanbauer Häusern mit einem Bittgesuch an den Prinzen Friedrich August. Sie beklagten sich darin über den hohen jährlichen Zins von sieben Talern zwölf Groschen für die halbe Hufe sandigen Bodens, den sie seit fünf Jahren rückständig waren, und suchten um einen zügigen Abschluss der Dismembration und Separation sowie die Vergabe eines eigenen Namens für den Anbau. 1832 folgte ein weiteres Gesuch der Häusler an König Anton, in dem sich die Unterzeichner vor allem über die Räumung von drei Häusern durch von Bosse beklagten. Während die Ablösung der Ganzhüfner und Halbhüfner in Tauscha 1834 zum Abschluss kam, kamen die Verhandlungen mit den 13 Anbauhäuslern nicht voran. 1836 wurden einige Anbauhäusler wegen Widersetzlichkeit und anderer Vergehen verhaftet und zu Gefängnisstrafen verurteilt.
In den 1830er Jahren wurden Pläne zu einer Chaussierung der alten Handelsstraße von Radeburg nach Königsbrück erarbeitet. Dabei entstanden als Alternative zur Hohen Landstraße über Glauschnitz und Stenz auch Vorstellungen einer Neutrassierung der Straße durch Würschnitz und den Ausbau der Böhmischen Glasstraße nach Kleinokrilla, womit der Tauschaer Anbau von der für den Ort bedeutsamen Straße abgeschnitten worden wäre. Zur Ausführung gelangte keine der beiden Varianten, da die alte schlesische Landstraße vom für die Unterhaltung zuständigen sächsischen Fiskus nicht als wichtig erachtet wurde.
1843 kaufte Johann Gotthelf Fischer auf Prieschka das Rittergut Tauscha vom Postmeister von Bosse. Im Jahr darauf kamen auch die Ablösungsverhandlungen mit den Anbauhäuslern zum Abschluss. Fischer, der das Rittergut an Carl Friedrich Rost verpachtet hatte, beauftragte seinen Bruder Johann Gottlob Fischer mit der Verhandlungsführung wegen der Ablösung der Häuslernahrungen.
Der vierte Pächter des Gasthofs „Ausbau Tauscha“, Gottlieb Pfützner,  weihte im Sommer 1845 einen neu erbauten Tanzsaal ein. Bis zum Ende des 19. Jahrhunderts erfuhr die als „Neuer Anbau“ bezeichnete Siedlung  nur noch geringfügige Erweiterungen und bestand aus der doppelten Häuserzeile an der Hohen Landstraße und der einfachen Zeile südlich davon.
Nach der Ausschulung von Tauscha aus dem Schulverband Sacka bildeten die Gemeinde Tauscha, Rittergut und Anbau ab 1901 eine Schulgemeinde.
Der Tauschaer Gemeinderat befürwortete 1904 das Konzessionsgesuch des Gasthofpächters Max  Dietrich auf  dem  Anbau. Ein im Juli desselben Jahre von Dietrich gestelltes Gesuch wegen Abhaltens von Tanzmusik, Theatervorstellungen etc. beschied der Gemeinderat abfällig, da er kein Bedürfnis für derartige Veranstaltungen sah. Die Rittergutsverwaltung, an die die Vorlage zur Entscheidung weitergeleitet worden war, sah dies offenbar anders, bereits am 16. Februar 1905 lud Dietrich zur
„Saaleinweihung mit stark besetzter Blasmusik“ ein. Im selben Jahr  erwarb der als Boll in Württemberg stammende Karl Friedrich Jakob Schempp den Gasthof; er baute auch das Stallgebäude zum Tanzsaal aus und lud im September 1905 erstmals zu einem  „Erntefest mit Ballmusik“ ein. 1908 erweiterte er den Gasthof um eine Schlachterei. 1909 ließ Schempp die alten Gebäude abbrechen und neue Schank- und Wohngebäude erbauen. Zwischen 1910 und 1911 erfolgte der Bau einer Kühlanlage und eines Eiskeller für den Gasthof. Die Schankerlaubnis für einen Biergarten erhielt Schempp im Mai 1914.
Die Gemeinde Tauscha beschloss 1905 die Befestigung eines 200 m langen Straßenabschnittes vom Dorfende in Richtung Glauschnitz. 1909 wurde der zweite, 360 m lange Straßenabschnitt von der herrschaftlichen Grenze bis zum Anbau hergestellt. Bis 1919 ließ die Gemeinde auch den Straßenabschnitt bis nach Dobra ausbauen.
1928 ließ Schempp den südlich der Hohen Landstraße gelegenen Teil seines Grundstückes parzellieren und an Siedler verkaufen. Durch den Bebauungsplan Schempps Siedlung entstanden an der Ostseite von Tauscha-Anbau bis 1935 zwölf neue Siedlungshäuser, die den Anbau erheblich erweiterten und beide Häuserzeilen verbanden.
Die Gastwirtschaft wurde 1974 geschlossen. Der seit 1990 ungenutzte und verfallene Saal des ehemaligen Gasthofes wurde 2004 saniert und im Jahr darauf anlässlich des 100-jährigen Jubiläums der Fleischerei Schempp mit einem Festgottesdienst eingeweiht; er kann seitdem für Veranstaltungen angemietet werden. Die Land- und Wildfleischerei Schempp ist seit 2006 ein EU-zugelassener Schlacht- und Wildverarbeitungsbetrieb.
Tauscha-Anbau gehörte bis Ende 2015 immer zur Gemeinde Tauscha. Seit der Eingemeindung von Tauscha nach Thiendorf am 1. Januar 2016 und Auflösung der Verwaltungsgemeinschaft Thiendorf ist Tauscha-Anbau ein Ortsteil von Thiendorf.
In Tauscha-Anbau befindet sich die Sportanlage des LSV 61 Tauscha e.V. mit Fußballplatz und Beach-Volleyballplatz.

## Denkmale
- Wegestein aus dem 19. Jahrhundert, der scharrierte Granitblock trägt die Inschrift: Königsbrück, Radeburg, Tauscha